# Ásdís Hjálmsdóttir
Ásdís Hjálmsdóttir, född 28 oktober 1985 i Reykjavik, är en isländsk före detta friidrottare som tävlade inom spjut. 
Hon innehar det isländska rekordet i kvinnligt spjut på 63,43 meter, som sattes den 12 juli 2017 i Joensuu, Finland. Hon deltog i alla EM, VM och OS i friidrott mellan 2006 och 2018, med undantag för VM 2007. Hon gick vidare till final i EM 2010 och 2016, VM 2017 och OS 2012. År 2020 avslutade hon sin karriär.
Hennes tränare är Kari Kiviniemi, Södertälje IF. Hon tävlar för Spårvägen IF och är bosatt i Sverige. Hon är doktor i immunologi.

## Personliga rekord
| Utomhus - Kula – 16,53 (Göteborg Sverige 12 september 2019) - Kula – 16,08 (Zug Schweiz 7 maj 2016) - Diskus – 52,48 (Göteborg Sverige 12 september 2019) - Diskus – 52,19 (Bottnaryd 16 juni 2018) - Spjut – 63,43 (Joensuu, Finland 12 juli 2017) | Inomhus - 60 meter – 8,38 (Magglingen, Schweiz 18 februari 2017) - Kula – 15,96 (Reykjavik, Island 28 februari 2010) |

### Fotnoter
1. ↑  ”Friidrotts-SM 2019 Karlstad”. Arkiverad från originalet den 2 september 2019. https://web.archive.org/web/20190902083413/http://212.247.216.72/friidrott/sm19/result_t.php. Läst 17 september 2019.
2. ↑  ”Resultat: Friidrotts-SM, Uppsala 14‐16.8.20”. friidrottsstatistik.se. https://www.friidrottsstatistik.se/resultsswe.php?CID=12968582&Season=2020. Läst 1 september 2020.
3. ↑  ”Inomhus-SM 2019”. liveresults.se. https://liveresults.se/competition/inomhus-sm-2019?tab=results. Läst 17 februari 2019.
4. ↑  ”ISM 2020 Växjö 22-23 februari”. telekonsultarena.se. https://telekonsultarena.se/resultat/ISM20/Resultat.php. Läst 29 februari 2020.
5. 1 2 3 4 5 6  ”Personsida hos IAAF” (på engelska). iaaf.org. https://www.iaaf.org/athletes/iceland/asdis-hjalmsdottir-184482. Läst 11 oktober 2019.
6. ↑  ”Personsida hos Sports Reference” (på engelska). sports-reference.com. Arkiverad från originalet den 18 april 2020. https://web.archive.org/web/20200418005420/https://www.sports-reference.com/olympics/athletes/hj/asdis-hjalmsdottir-1.html. Läst 6 mars 2019.
7. 1 2  ”Lysande karriärslut för spjutkastaren Ásdís Hjálmsdóttir – rekord i sista tävlingen”. friidrottaren.com. https://www.friidrottaren.com/lysande-karriarslut-for-spjutkastaren-asdis-hjalmsdottir-rekord-i-sista-tavlingen/. Läst 15 mars 2021.
8. 1 2 3 4  ”Personsida på European Athletics' webbplats” (på engelska). european-athletics.org. https://www.european-athletics.org/athletes/group=h/athlete=132922-hjalmsdottir-asdis/index.html. Läst 11 oktober 2019.